# Barec (rejon homelski)
Barec (biał. Барэц; ros. Борец, Boriec) – osiedle na Białorusi, w obwodzie homelskim, w rejonie homelskim, w sielsowiecie Ciareszkawiczy, nad Sożą.